# 藤本典嗣
藤本 典嗣（ふじもと のりつぐ、1970年 - ）は、都市システム、経済地理学を専門とする日本の地理学者、大阪経済大学国際共創学部教授。主な研究テーマは、中枢管理機能の立地など都市システムに関する研究であるが、福島大学在職中に東日本大震災を経験したこともあり、震災からの復興に関する研究などにも取り組んでいる。

## 経歴
山口県生まれ。
2004年1月、「大企業の本社・支所立地と行政システム」により、九州大学から博士（経済学）を取得した。
2007年、福島大学共生システム理工学類准教授となり、2015年から2016年にかけて、カナダのブリティッシュコロンビア大学客員准教授となった。
2016年、東洋大学国際地域学部教授に転じ、翌2017年には学部改編によって国際学部教授となった。また、2016年から福島大学の「うつくしまふくしま未来支援センター (FURE)」客員教授となり、2017年から2020年まで中国の延辺大学客員教授も務めた。
2024年、大阪経済大学国際共創学部教授に転じ、東洋大学では国際地域学研究科客員教授となった。

## おもな業績

### 単著
- テキスト都市地理学、中央経済社、2017年

### 共著
- （星亮一、小山良太との共著）フクシマ発復興・復旧を考える県民の声と研究者の提言、批評社（Fh選書）、2014年
- （朴美善との共著）東アジア・北米諸国の地域経済 中枢管理機能・工業の立地と政策、中央経済グループパブリッシング、2021年

### 共編著
- （厳成男、佐野孝治、吉高神明との共著）グローバル災害復興論、中央経済社、2017年